# Hieracium racemosum
Hieracium racemosum — вид рослин із родини айстрових (Asteraceae).

## Біоморфологічна характеристика
Багаторічник заввишки 1–10 дм. Стебла прямовисні, від розсіяно до густо запушені зірчастими волосками. Квітконіжки й обгортки із зірчастими волосками і простими волосками, рідше залозистими. Листки знизу часто зближені в помилкову розетку, еліптично-ланцетні. Обгортка тонко яйцювато-субциліндрична з тупими листочками, не дуже волохатими. Квітки жовті. Сім'янки в перерізі загалом квадратні, поверхня гладка чи поздовжньо ребриста, дещо блискуча, рожевувато- чи блідо-коричнева. 2n=18, 27. Квітне у серпні й вересні.

## Середовище проживання
Зростає у Європі й Туреччині (Албанія, Австрія, Болгарія, Чехія, Словаччина, Франція (у т. ч. Корсика), Німеччина, Греція, Угорщина, Італія (у т. ч. Сардинія, Сицилія), Польща, Румунія, Швейцарія, Туреччина (в Європі й Азії), Україна, колишня Югославія).
Населяє гірські ліси, світлі ліси, кущисті місцевості, узлісся.